# Vanishing Point (gruppo musicale)
I Vanishing Point sono un gruppo musicale australiano, originario di Melbourne.
Il loro sound comprende elementi heavy metal, progressive metal, power metal e AOR.

## Storia del gruppo
A detta della stampa di settore, raggiunsero il loro apice nel 2000 con l'album Tangled in Dream che gli valse la partecipazione all'edizione 2000 del Wacken Open Air.
Durante la loro carriera hanno supportato dal vivo band come Malmsteen, Nevermore, Gamma Ray, Sonata Arctica, Edguy, Nightwish, Black Label Society, Dragonforce, Helloween, Iron Maiden.
Nel 2004 saranno gli stessi Sonata Arctica a dedicare loro una cover (Two Minds One Soul dall'album Tangled in Dream) sul loro EP Don't Say a Word.

## Formazione

### Formazione attuale
- Silvio Massaro – voce
- Chris Porcianko – chitarra
- James Mayer – tastiere
- Simon Best – basso
- Christian Nativo – batteria

### Ex componenti
- Joe Del Mastro – basso
- Jack Lukic – batteria
- Steve Cox – basso
- Adrian Alimic – basso
- Danny Olding – tastiere
- Pep Sammartino – tastiere
- Leonard Kopilas – tastiere
- Jake Lowe – tastiere
- Tom Vucur – chitarra
- Andrew Whitehead – chitarra

## Discografia
- 1997 – In Thought
- 2000 – Tangled in Dream
- 2005 – Embrace the Silence
- 2007 – The Fourth Season
- 2014 – Distant is the Sun
- 2020 - Dead Elysium